# Gustavo Petro
Gustavo Francisco Petro Urrego (Ciénaga de Oro, Córdoba, 19 de abril de 1960) é um político e economista colombiano, ex-integrante da extinta guerrilha M-19 e atual presidente da Colômbia. Foi senador da República pelo período 2018-2022, fundador do movimento político Colombia Humana. Petro foi candidato à presidência da Colômbia em 2010 e 2018. Em 2020, a Corte Interamericana de Direitos Humanos emitiu uma decisão contra o Estado colombiano por ter removido e obstruído Petro do cargo de prefeito de Bogotá em 2013.
Desde muito jovem viveu em Zipaquirá, Cundinamarca e nesta cidade ocupou vários cargos públicos. Na juventude fez parte da organização guerrilheira rebelde colombiana Movimiento 19 de Abril, que se desmobilizou em 8 de março de 1990. Foi senador da República pelo Polo Democrático Alternativo (PDA), cargo a que acedeu nas eleições de 2006. Em 2009, renunciou para concorrer à Presidência da Colômbia nas eleições de 2010 em nome da mesma comunidade. Foi prefeito de Bogotá entre 2012 e 2015. Nas eleições de 2022, foi eleito presidente da Colômbia.

## Primeiros anos e educação
Filho do professor Gustavo Petro Sierra e Clara Nubia Urrego, nasceu em 19 de abril de 1960 em Ciénaga de Oro, Córdoba. Foi batizado Gustavo Francisco em homenagem a seu pai e avô. Quando estava na 2ª série, sua família mudou-se para Zipaquirá. Lá, ele estudou no Colégio de La Salle de Zipaquirá, onde fundou o jornal Carta al Pueblo e um centro cultural que chamou de Gabriel García Márquez. Nessa fase, Petro começou a se reunir com movimentos sindicais e operários em Zipaquirá. Petro se formou aos 16 anos no Colégio Nacional San Juan Bautista de La Salle e obteve uma das melhores notas no exame ICFES para admissão ao ensino superior, em toda  Colômbia.
Formou-se economista pela Universidade Externado da Colômbia. Após terminar os estudos universitários, foi eleito deputado pela Aliança Popular Nacional (ANAPO) em 1981 e vereador de Zipaquirá de 1984 a 1986. Após se desmobilizar do grupo guerrilheiro M-19, viajou para a Bélgica, como parte das negociações quando deixou a guerrilha, onde se formou em Meio Ambiente e Desenvolvimento Populacional na Universidade Católica de Louvain. Em seguida, iniciou seu doutorado em Novas Tendências em Administração de Empresas na Universidade Jorge Tadeo Lozano e a Universidade de Salamanca.

## Militância no Movimento 19 de abril
Convencido de que a guerrilha poderia mudar o sistema político e econômico da Colômbia, aos 17 anos juntou-se ao Movimento 19 de Abril (M-19), um grupo guerrilheiro com uma visão bolivariana, socialista e democrática. A Colômbia estava sob regime de sítio (que endossava a atual constituição de 1886) 18 após a aparente fraude eleitoral que deu a presidência ao candidato da frente nacional Misael Pastrana e deixou de fora Gustavo Rojas Pinilla, e isso motivou a iniciativa ideológica insurgente chamada M19. Seu pseudônimo era "Comandante Aureliano", em homenagem ao Coronel Aureliano Buendía, personagem do romance Cem Anos de Solidão, do colombiano Gabriel García Márquez. Em 1984, com o M19 em trégua e em negociações de paz, e enquanto era vereador de Zipaquirá, tornou pública sua militância em manifestação na praça principal do município.
Com a M-19, conduziu a apreensão de um terreno para abrigar 400 famílias pobres que tinham sido deslocadas à força por grupos paramilitares, e depois contribuiu para a construção do que viria a ser o bairro Bolívar 83. Mais tarde, foi completamente clandestino e aproximou-se de Carlos Pizarro, um dos principais comandantes da M-19, e insistiu com ele na necessidade de uma solução política negociada para o conflito armado colombiano e para a transição para uma Assembleia Constituinte.
Em outubro de 1985, a trégua terminou. Petro morava em um dos bairros de Zipaquirá (Bolívar 83), e uma noite, ainda servindo como vereador e membro ativo da guerrilha M-19, foi capturado pelo Exército, torturado durante dez dias nos estábulos da XIII Brigada e posteriormente condenado por conspiração. Antes de ser levado a um tribunal militar e preso. Petro teve contato com alguém a quem, em suas palavras, "todos no local prestavam homenagens"; ele a princípio acreditou que era Alfonso Plazas Vega. Muito mais tarde, Petro verificou e retificou que Plazas Vega não estava no país durante os dias em que foi torturado.
Em fevereiro de 1987, Petro foi libertado e viajou para Santander e Tolima, onde junto com militantes do M19 como Carlos Pizarro Leongomez, participou do processo de paz entre o grupo e o governo de Virgilio Barco. Como parte da liderança do M-19, e devido à participação do referido grupo na apreensão do Palácio da Justiça, o 30º Juizado Móvel de Investigação Criminal de Bogotá proferiu em 1989 uma decisão acusatória contra ele e outros 25 comandantes do grupo pelos crimes de rebelião, conspiração e porte de armas. Posteriormente, foi confirmado que, durante a tomada do palácio, Petro ainda se encontrava em cativeiro, e a referida acusação foi anulada após o processo de paz levado a cabo com o governo de Barco.

## Carreira política
Como membro ativo do grupo guerrilheiro M-19, foi representante de Zipaquirá em 1980, e se tornou conselheiro independente daquele município entre 1984 e 1986.
Junto com outros desmobilizados do processo de paz, Petro foi cofundador do partido político Alianza Democrática M-19,, movimento que participou da Assembleia Nacional Constituinte de 1991 e foi decisivo na elaboração da Constituição de 1991. Entre 1990 e 1991 , foi assessor do Governo de Cundinamarca, e com o apoio do AD M-19, chegou à Câmara dos Deputados em 1991 para o departamento de Cundinamarca. Em 1994, aspirava ser reeleito na Câmara, mas não chegou votos suficientes. Mais tarde, ele foi ameaçado de morte e decidiu deixar o país; Foi nomeado adido diplomático em Bruxelas pelo governo de Ernesto Samper, e viajou para a Bélgica com sua companheira na época, Mary Luz Herrán, junto com desmobilizados M-19 que foram nomeados para embaixadas europeias; Petro renunciou posição em 1996.
Em 1998, ele aspirou, junto com Antonio Navarro Wolff, à Câmara dos Representantes novamente, desta vez no distrito eleitoral de Bogotá e para o Movimento Vía Alterna, que havia fundado junto com outros ex-militantes AD M-19. Nessa ocasião, conseguiu voltar à Câmara dos Deputados como segunda linha da lista encabeçada por Navarro. Nas eleições de 2002, voltou a aspirar a esta corporação, obteve a maior votação. Durante sua posse, Petro denunciou a suposta infiltração paramilitar na Procuradoria Geral da Nação, durante a gestão de Luis Camilo Osorio.

### Polo Democrático Alternativo
Em Via Alterna formaria uma coalizão eleitoral junto à Frente Social e Política para as eleições de 2002, que posteriormente se consolidaria como o Partido Independente Polo Democrático (PDI). A partir de 2005 o PDI se uniria à Alternativa Democrática para formar o Polo Democrático Alternativo (PDA), movimento que reuniu as diferentes vertentes da esquerda colombiana.

#### Senado
Em 2006, Petro foi eleito Senador da República com o terceiro maior voto do país. Nesse ano, desvelou o chamado escândalo da parapolítica, que demonstrou ligações entre políticos e grupos paramilitares, fato que o levou a ser eleito como o figura política do ano. No final de 2007, também realizou o debate sobre as Farc-política, que relacionava alguns políticos com a guerrilha das Forças Armadas Revolucionárias da Colômbia (FARC-EP),  denunciando casos como o do deputado Luis Fernando Almario, que foi preso meses depois.
Durante sua militância no PDA teve algumas divergências com Carlos Gaviria Díaz, ex-presidente da comunidade, desde então; Segundo o Petro, as declarações do Polo não foram fortes o suficiente para rejeitar as ações das FARC-EP, declaração que Carlos Gaviria rejeitou.
Em 2008, promoveu uma divergência partidária por meio da "lista 19" para as eleições para o segundo Congresso da Unidade Nacional do Polo, apoiada por militantes do partido que consideraram que deveria "aproximar-se de uma posição política moderada, em defesa do progressismo. e longe de teses extremistas radicais. ”40 41“ Lista 19 ”tornou-se a segunda lista mais votada no país com 59.389 votos.

#### Oposição ao governo de Álvaro Uribe
Como senador, Petro fez parte da oposição ao governo do ex-presidente Álvaro Uribe, a quem apontou como tendo ligações com o paramilitarismo. Em 2005, na Câmara dos Deputados, Petro revelou que a campanha presidencial de Uribe em 2002 havia recebido apoio financeiro de Enilse López, conhecida como La Gata, posteriormente condenada por vínculos com as Autodefesas Unidas da Colômbia.
Em 17 de abril de 2007 o senador Petro realizou um debate no plenário do Congresso sobre a CONVIVIR e o desenvolvimento do paramilitarismo em Antioquia. Durante o debate, Petro questionou a atuação do então presidente Álvaro Uribe Vélez diante do fenômeno quando era governador daquele departamento. Ele apresentou uma fotografia do irmão do presidente, Santiago Uribe, onde aparece com o narcotraficante Fabio Ochoa.
Petro continuou sua investigação reunindo e apresentando evidências durante vários debates no congresso. Essas revelações abriram as portas de uma forte sanção social contra Uribe na Colômbia por parte de um setor da opinião pública, e o colocaram na mira do TPI com os mais de 250 processos na Procuradoria-Geral da República que existem em seu contra, e que, por diferentes razões, incluindo corrupção dos poderes nacionais, estão atualmente suspensas.

#### Proposta Presidencial de 2010
Em 2008, Petro anunciou seu interesse em ser candidato à presidência em 2010. Petro se distanciou das decisões oficiais de seu partido e liderou, junto com Lucho Garzón (vinculado à contratação do Carrossel) e María Emma Mejía, uma divergência ideológica dentro do Polo Democrático Alternativo.
Em 27 de setembro de 2009, foram realizadas eleições internas para escolher o candidato do Polo para as eleições presidenciais de 2010; nelas Petro foi o vencedor, batendo Carlos Gaviria.
Nas eleições presidenciais realizadas em 30 de maio, Petro, cuja fórmula vice-presidencial era Clara López, alcançou um total de 1 331 267 votos, o que representa 9,1% do total de votos, o que o colocou na quarta posição .47 Nessas eleições, Juan Manuel Santos foi eleito presidente.
Em 24 de junho de 2010, quatro dias após as eleições presidenciais, Petro se reuniu, por iniciativa própria, com o presidente eleito para iniciar diálogos sobre terra, vítimas e água.

#### Saída do Pplo Democrático Alternativo
Em 2 de agosto de 2010, em reunião da Comissão Executiva Nacional da comunidade, com base no voto obtido, pretendia ser presidente do partido; No entanto, por decisão da maioria no conselho de administração, Clara López Obregón foi ratificada em funções, Petro conseguiu o apoio de 7 membros da Comissão, enquanto López atingiu pouco mais de 25.
As divergências entre o Petro e as lideranças partidárias foram exacerbadas pela iniciativa de Gustavo Petro de estabelecer contato com o governo santista, diferença que influenciou seu afastamento do PDA. Durante a gestão de um membro do partido, Samuel Moreno, na prefeitura de Bogotá, foram inúmeras as irregularidades na outorga de contratos que a Petro denunciou e investigou com veemência, e que mais tarde ficou conhecida como O Carrossel da Contratação. Depois deste fato, que ele mesmo apontou como um dos casos de corrupção mais graves do país, deixou o PDA e formou seu próprio movimento político denominado Movimento Progressista, com o qual se lançou à Prefeitura de Bogotá nas eleições de 2011.

### Prefeito de Bogotá D.C

#### Candidatura
Após sua saída do Polo Democrático Alternativo (PDA), Petro constituiu o "Movimento Progressivo" coletando assinaturas e participou como candidato oficial nas eleições locais de 2011 em Bogotá.
O programa do seu movimento Bogotá Humana era combater a pobreza e a desigualdade através de políticas públicas para os mais pobres, proteger o ambiente e combater as alterações climáticas, reforçar a participação dos cidadãos na tomada de decisões, e combater a corrupção estrutural, uma vez que o anterior presidente da câmara e o seu irmão senador se tinham enriquecido com a adjudicação de contratos públicos a empresas em troca de subornos. No entanto, o seu programa não é bem recebido pelas classes dirigentes tradicionais; mesmo antes da sua inauguração, vários meios de comunicação social pediam a sua demissão.
Alguns analistas políticos afirmaram que seu registro poderia eventualmente ser anulado, em aplicação do art. 2º da lei estatutária que dá forma à reforma política aprovada em 2009, com a qual o candidato poderia incorrer em dupla adesão ao se apresentar em nome de outro movimento político. Menos de um ano após a sua demissão do PDA, Petro afirmou que este facto "não iria (...) afectar a sua candidatura, uma vez que quando se demitiu do PDA não ocupava aí qualquer cargo de chefia".
Gustavo Petro obteve 32,22% dos votos para o Prefeito de Bogotá em 30 de outubro de 2011, superando seus contendores Enrique Peñalosa que obteve 24,98% dos votos e Gina Parody que obteve 16,76%.

#### Administração
As políticas sociais e a melhoria dos serviços públicos aceleraram a redução da pobreza; durante a sua administração, quase meio milhão de pessoas foram tiradas da pobreza. A mortalidade infantil diminuiu e a taxa de homicídios atingiu um nível mais baixo de sempre. Isto é o resultado de uma combinação de políticas públicas (abastecimento mínimo de água potável para cada família, programa de saúde preventiva em bairros pobres, jardins de infância, reforço da educação pública, centros juvenis de educação artística, tarifas preferenciais de transporte para os pobres).
Na gestão do Petro, foi criada a Secretaria da Mulher e inaugurado o Centro de Cidadania LGBTI. Centros de controle de natalidade e atenção ao aborto também foram criados nos casos permitidos por lei.
Durante a gestão do Petro, medidas como a proibição do porte de armas de fogo foram avançadas, o que levou a uma redução na taxa de homicídios, atingindo o menor valor das últimas duas décadas.
Estabeleceu como política pública em 2012 a ampliação do mínimo vital de água potável de (6m³) para domicílios do estrato 2, após sua implantação com o estrato 1 na prefeitura de Clara López. Programa “Meu Vital”, que substitui os refeitórios comunitários, que consiste na entrega de um pacote de alimentos ou mercado, em troca do almoço que era oferecido em outras administrações.
A Petro também abriu 417 creches distritais em um esquema de contratação diferente do que havia sido realizado, que era uma casa de bairro administrada por mães comunitárias independentes.

#### Meio Ambiente
Foi proposta como uma política governamental para conservar os pântanos de Bogotá e planejar a preservação da água em face do aquecimento global. Em cumprimento à ordem do Tribunal Constitucional, iniciou-se o processo de eliminação dos veículos de tração animal usados por recicladores, alguns dos quais veículos motorizados e subsídios foram dados.
Durante sua gestão, a Plaza de toros de La Santamaría não foi mais alugada para touradas. A decisão foi declarada inconstitucional pelo Tribunal Constitucional.

#### Saúde pública
No âmbito da saúde pública, foram criados os Centros Móveis de Atenção ao Toxicodependente (CAMAD). Com essas medidas, o objetivo foi reduzir a dependência dos moradores de rua no setor e acompanhar os fornecedores de drogas, sem estigmatizá-los ou criminalizá-los. pelo contrário, proporcionando-lhes assistência psicológica e médica. Esse sistema motivou pesquisas sobre integração social, segurança e geração de renda para esses grupos populacionais. O então secretário distrital de saúde, Mauricio Bustamante, reconheceu este sistema como um dos maiores esforços da humanidade de Bogotá para superar a discriminação contra os moradores de rua.
Durante sua gestão, o Distrito abriu duas clínicas de atenção primária no Hospital San Juan de Dios, fechado em 2001. O prefeito prometeu destinar recursos para comprar o terreno do Hospital e reabrir um dos edifícios do complexo. O projeto permaneceu suspenso devido ao fato de o Governo de Cundinamarca ter atrasado a venda dos imóveis. Em 11 de fevereiro de 2015, como Prefeito de Bogotá, a ação formal de reabertura do Complexo Hospitalar San Juan de Dios foi finalmente oficializada após o o Distrito adquiriu o Hospital com vistas a reabri-lo.

#### Transporte
O governo do Petro deu início à aplicação do Sistema Integrado de Transporte Público (SITP), inaugurado em meados de 2012.69 Também foram criados subsídios pagos pelo Distrito para reduzir as tarifas do Transmilenio. Além disso, desde o início de 2014, passou a entregar um subsídio especial para a população filiada ao SISBEN 1 e 2 de 40% do valor da passagem, que cobre 21 trechos do Sistema Integrado de Transporte Público SITP ou o tronco das avenidas do Transmilenio décimo e vinte e seis, e para o qual investiu 138 bilhões de pesos. Como qualquer subsídio, requer um sistema de registro em banco de dados para ser devidamente atribuído.
A construção do metrô de Bogotá foi uma de suas principais propostas. A administração da Petro deixou os estudos detalhados da infraestrutura do metrô que foram concluídos no final de 2014. Os planos de metrô contratados pela Prefeitura Petro foram suspensos por seu sucessor Enrique Peñalosa.
Em 2013 e 2015, foi levantada a necessidade de aumentar o preço da passagem do Transmilenio em cerca de $ 200 pesos para garantir sua viabilidade financeira.77 Em 2015, foi necessário solicitar ao Ministério da Fazenda um item de apoio ao SITP e Transmilenio.

#### Demissão, restituição provisória e absolvição
Em 9 de dezembro de 2013, a Procuradoria Geral da Nação decidiu destituí-lo do cargo de Prefeito de Bogotá e desqualificá-lo por 15 anos de cargos públicos por supostamente ter afetado a saúde pública devido à crise de lixo ocorrida na capital 18, 19 e 20 de dezembro de 2012.
A Petro interpôs recursos perante o Tribunal Superior de Cundinamarca e a Comissão Interamericana de Direitos Humanos, que concederam medidas cautelares em favor da Petro. Não obstante o exposto, a decisão do Tribunal foi revertida pelo Conselho de Estado em 14 de janeiro de 2014, e a decisão da Comissão foi rejeitada pelo Presidente da República, que executou a extinção em 19 de março de 2014, nomeando Rafael Pardo como substituto. como prefeito responsável. No entanto, em 22 de abril de 2014, o Tribunal Superior de Bogotá ordenou ao Presidente da República o cumprimento das medidas cautelares expedidas pela Comissão, pelas quais Petro foi reintegrado após 35 dias de demissão.
Em 15 de novembro de 2017, o Conselho de Estado reverteu a decisão do Ministério Público por não ter utilizado critérios técnicos para proferir a decisão de destituição, e ordenou que o Ministério Público indenizasse Petro pagando-lhe os salários que ele não mais entendia como motivo de demissão, indexado. Da mesma forma, o Conselho de Estado exortou o Estado colombiano a implementar: “As reformas que se fizerem necessárias, destinadas a pôr em pleno vigor os preceitos normativos constantes do artigo 23 da Convenção Americana sobre Direitos Humanos.”

### Eleição presidencial de 2018
Durante a campanha presidencial de 2018, Gustavo Petro foi acusado de ser partidário de Castro-chavismo. Nesse sentido, o candidato do Centro Democrático, Iván Duque, declarou que “não permitiremos que a Colômbia se torne como a Venezuela”. afirmando que a possível chegada de Petro ao poder faria com que seu país se tornasse uma “segunda Venezuela” e que a ameaça da esquerda deve ser “derrotada e a miséria que o socialismo do século XXI traz para a Colômbia” . Ao contrário, vários analistas políticos têm afirmado que tais afirmações fazem parte de uma estratégia política e publicitária para conquistar adeptos por meio do medo e da desinformação sobre as políticas propostas pela Petro.
Por outro lado, embora Petro na época elogiasse a proposta de "mudança pacífica" que Hugo Chávez representava para a América Latina, rejeitou que propusesse que a redistribuição da renda do petróleo fosse socialismo e afirmou que "a riqueza nasce das economias produtivas e modernas ". Nesse sentido, Petro declarou que na Venezuela" eles querem continuar vivendo exportando petróleo e acabando com suas vidas no planeta, são forças da morte, o que chamam de esquerdistas. "
Da mesma forma, Petro expressou que sua ideia é desenvolver um "capitalismo democrático". Nessas eleições seu principal adversário foi o uribista Iván Duque, contra quem perdeu tanto no primeiro quanto no segundo turno.

### Eleição presidencial de 2022
Para as eleições presidenciais de 2022, foi o pré-candidato dos partidos Colômbia Humana, União Patriótica e Partido Comunista Colombiano, que compunham a coligação Pacto Histórico, para eleger um único candidato na consulta interpartidária realizada a 13 de Março de 2022, ao mesmo tempo que as eleições legislativas. Ganhou esta consulta com 80,5% dos votos e escolheu Francia Márquez, uma activista afro-colombiana dos direitos humanos e do ambiente, como sua companheira de candidatura para as próximas eleições presidenciais.
Entre os postos-chaves do seu programa estavam uma reforma agrária para restaurar a produtividade a 15 milhões de hectares de terra para acabar com o "narco-latiffundismo", uma interrupção de toda a nova exploração petrolífera para desabituar o país da sua dependência de indústrias extrativas e combustíveis fósseis, infraestruturas de acesso à água, bem como o desenvolvimento da rede ferroviária, investimento na educação e investigação públicas, reforma fiscal e reforma do sistema de saúde amplamente privatizado. Ele anunciou que o seu primeiro acto como presidente seria declarar o estado de emergência económica para combater a fome generalizada. Ele defendeu propostas progressivas sobre os direitos da mulher e questões LGBT. Anunciou que iria restabelecer as relações diplomáticas com a Venezuela.
Durante a campanha enfrentou uma campanha de vários meios de comunicação social procurando equipará-lo ao Presidente venezuelano Nicolás Maduro e afirmando que planeia medidas de expropriação se se tornar presidente. Em resposta aos ataques, assinou um documento público a 18 de Abril no qual se comprometia a não realizar qualquer tipo de expropriação se fosse eleito. O General Eduardo Zapateiro, comandante do exército colombiano, também criticou severamente a Petro durante a campanha, causando controvérsia.
Petro venceu as eleições em segundo turno em 19 de junho de 2022, superando Rodolfo Hernández, obtendo 50,49% dos votos, com uma diferença de pouco mais de 700 mil votos.

### Presidência
A 7 de agosto de 2022 Gustavo Petro foi empossado como Presidente da República da Colômbia.
Passou o mês e meio entre a sua eleição e a sua tomada de posse negociando com partidos políticos centristas e de direita para construir uma maioria no Congresso, onde a esquerda se encontra numa clara minoria em ambas as casas. Em troca de vários lugares no seu governo, obteve o apoio do Partido Liberal, a maior força na Câmara e a terceira maior no Senado, e do Partido de la U. Ambas as partes tinham chamado a votar contra ele tanto na primeira como na segunda volta das eleições presidenciais. No final, a sua coligação heterogénea inclui cerca de dez formações políticas. O reformista conservador Alvaro Leyva foi nomeado para o Ministério dos Negócios Estrangeiros, e três antigos ministros liberais foram nomeados para as Finanças, Agricultura e Educação. O advogado Iván Velásquez, defensor dos direitos humanos e ex-presidente da Comissão Internacional contra a Impunidade na Guatemala (CICIG), torna-se Ministro da Defesa. A activista dos direitos humanos Leonor Zalabata é nomeada embaixadora nas Nações Unidas, fazendo dela a primeira pessoa indígena a ser nomeada para este cargo, que até agora tem sido sempre ocupado por diplomatas de carreira ou membros das elites conservadoras.
Alguns dias antes da sua tomada de posse, a 26 de julho, passou o seu primeiro teste político com a aprovação pelo Senado do acordo de Escazú, o tratado de protecção ambiental mais importante adoptado na América Latina, que tinha sido anteriormente rejeitado quatro vezes pelos senadores. Petro tinha feito da sua ratificação uma promessa de campanha. No entanto, a equipa responsável pela transição do governo cessante adverte que "a situação fiscal e o nível da dívida são ainda mais críticos do que imaginávamos".
A chegada de Gustavo Petro como presidente não foi bem recebida pelo comando do exército e vários generais falaram na imprensa. O comandante-chefe do exército, Enrique Zapateiro, demitiu-se do seu cargo. Petro nomeou um novo comando militar a 12 de agosto com o objetivo de "aumentar substancialmente o respeito pelos direitos humanos e pelas liberdades públicas"; cerca de 30 generais perderam os seus postos.
A Colômbia e a Venezuela restabeleceram as relações diplomáticas a 11 de agosto, após uma pausa de três anos. Os dois países retomarão também a cooperação militar na porosa zona fronteiriça comum onde estão presentes guerrilheiros, paramilitares e traficantes de droga. O governo colombiano retoma as negociações de paz com os guerrilheiros do Exército de Libertação Nacional (ELN), que tinham sido suspensas pelo governo anterior.
Um mês após a tomada de posse, a Petro anunciou uma paragem gradual da exploração petrolífera na floresta amazónica. Ele propõe envolver a comunidade internacional na luta contra a desflorestação e os incêndios e planeia apresentar na conferência das Nações Unidas sobre o clima em 2022 o projecto de um fundo internacional para a preservação da floresta amazónica, dotado com cerca de 500 milhões de dólares por ano durante 20 anos, que seria utilizado para pagar aos agricultores para cuidar da floresta e recuperar áreas desmatadas. Muitos fogos estão programados para obter novas terras para a agricultura.
Petro condenou as ações de Israel na Faixa de Gaza durante a guerra Israel-Hamas de 2023 e acusou Israel de cometer genocídio contra os palestinos. Petro expressou indignação após os ataques aéreos a Al-Mawasi em 13 de julho de 2024.

## Políticas e posições

### Questões ambientais
Em um discurso amplamente reconhecido perante a Assembleia Geral das Nações Unidas em 20 de setembro de 2022, Petro questionou: “O que é mais venenoso para a humanidade, cocaína, carvão ou petróleo?” Ele afirmou que a “dependência ao poder irracional, ao lucro e ao dinheiro” está no cerne da crise climática e classificou a guerra às drogas como um fracasso, acusando o norte global de fechar os olhos para a destruição da floresta Amazônica.
De acordo com um comunicado do governo e com o Instituto de Hidrologia, Meteorologia e Estudos Ambientais (Colômbia), as taxas de desmatamento na Amazônia colombiana caíram 70% nos primeiros 9 meses de 2023, passando de 59.345 hectares desmatados para 17.909 hectares, em comparação com o mesmo período do ano anterior, o que pode ser atribuído às políticas de conservação do governo, como o pagamento a moradores locais pela preservação da floresta. Contudo, o Ministro do Meio Ambiente e Desenvolvimento Sustentável, Susana Muhamad, complementou afirmando que: “Estes números indicam uma tendência, não são os dados oficiais. Como prometemos, queremos mostrar ao país como o desmatamento está ocorrendo. Este é um número encorajador, mas não queremos ser triunfalistas, nem comunicar que aqui já estamos vencendo a batalha contra o desmatamento” (tradução do espanhol).
Segundo o World Resources Institute, a perda de floresta primária na Colômbia foi quase reduzida pela metade em 2023, em parte devido às políticas de Gustavo Petro. A gerente de Recursos Naturais do instituto na Colômbia, Alejandra Laina, afirmou: “A história do desmatamento na Colômbia é complexa e profundamente entrelaçada com a política do país, o que torna a histórica diminuição de 2023 particularmente impactante…”, acrescentando: “Não há dúvida de que a recente ação governamental e o compromisso das comunidades tiveram um impacto profundo nas florestas da Colômbia, e encorajamos os envolvidos nas atuais negociações de paz a usarem esses dados como trampolim para acelerar novos progressos.” O instituto observou que, globalmente, o mundo ainda perdeu 10 campos de futebol de florestas tropicais por minuto em 2023.

### Relações exteriores
Desde 2019, antes de assumir a presidência, Petro mantinha uma posição ambígua em relação à Venezuela sob Hugo Chávez e Nicolás Maduro. Embora não tenha denunciado as supostas violações dos direitos humanos nem descrito Maduro como um ditador, ao contrário de Iván Duque, ele também não manifestou apoio irrestrito, diferentemente de Evo Morales.

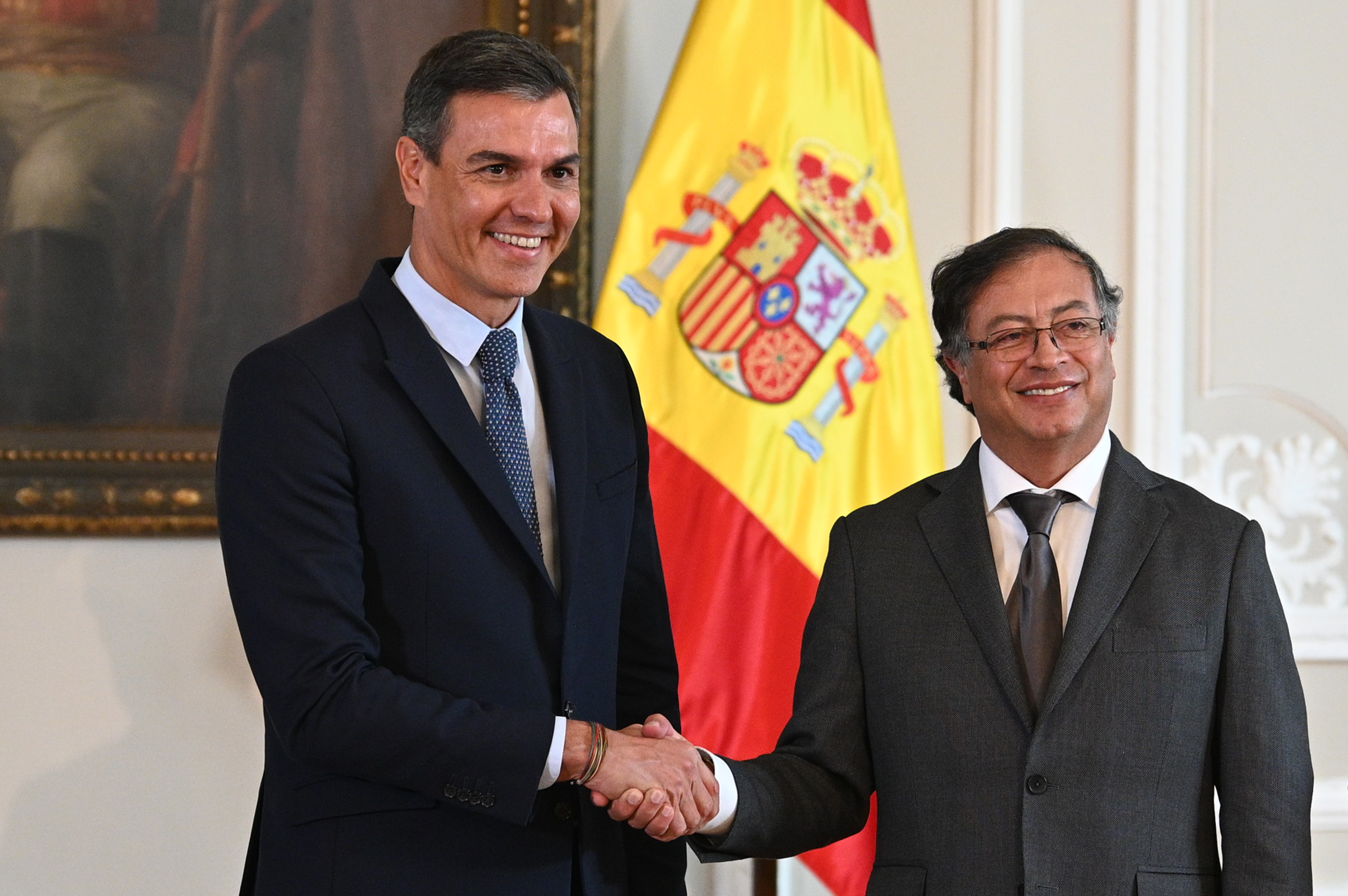
Petro com o Primeiro-ministro espanhol Pedro Sánchez em agosto de 2022

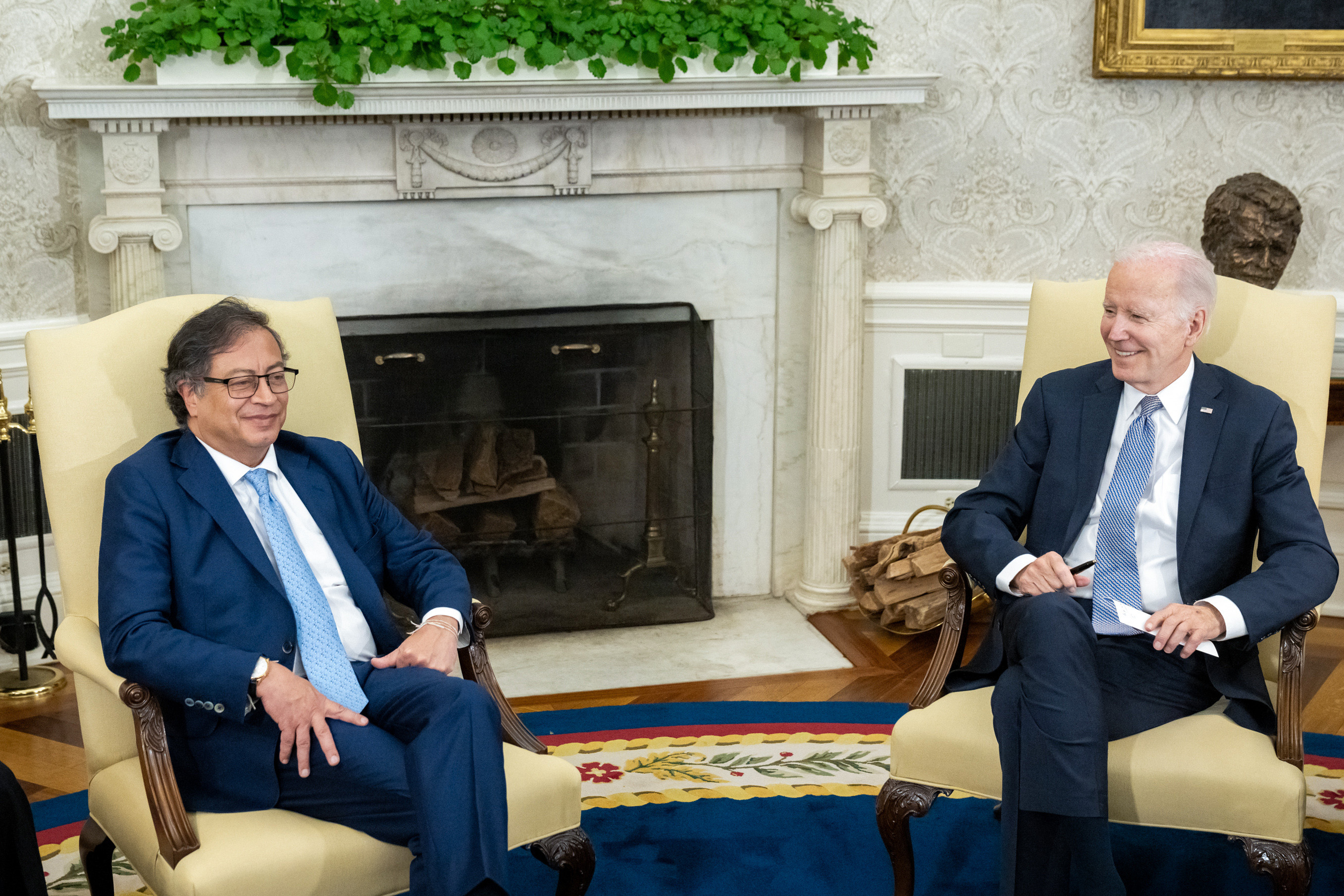
Petro com o Presidente dos EUA Joe Biden em abril de 2023

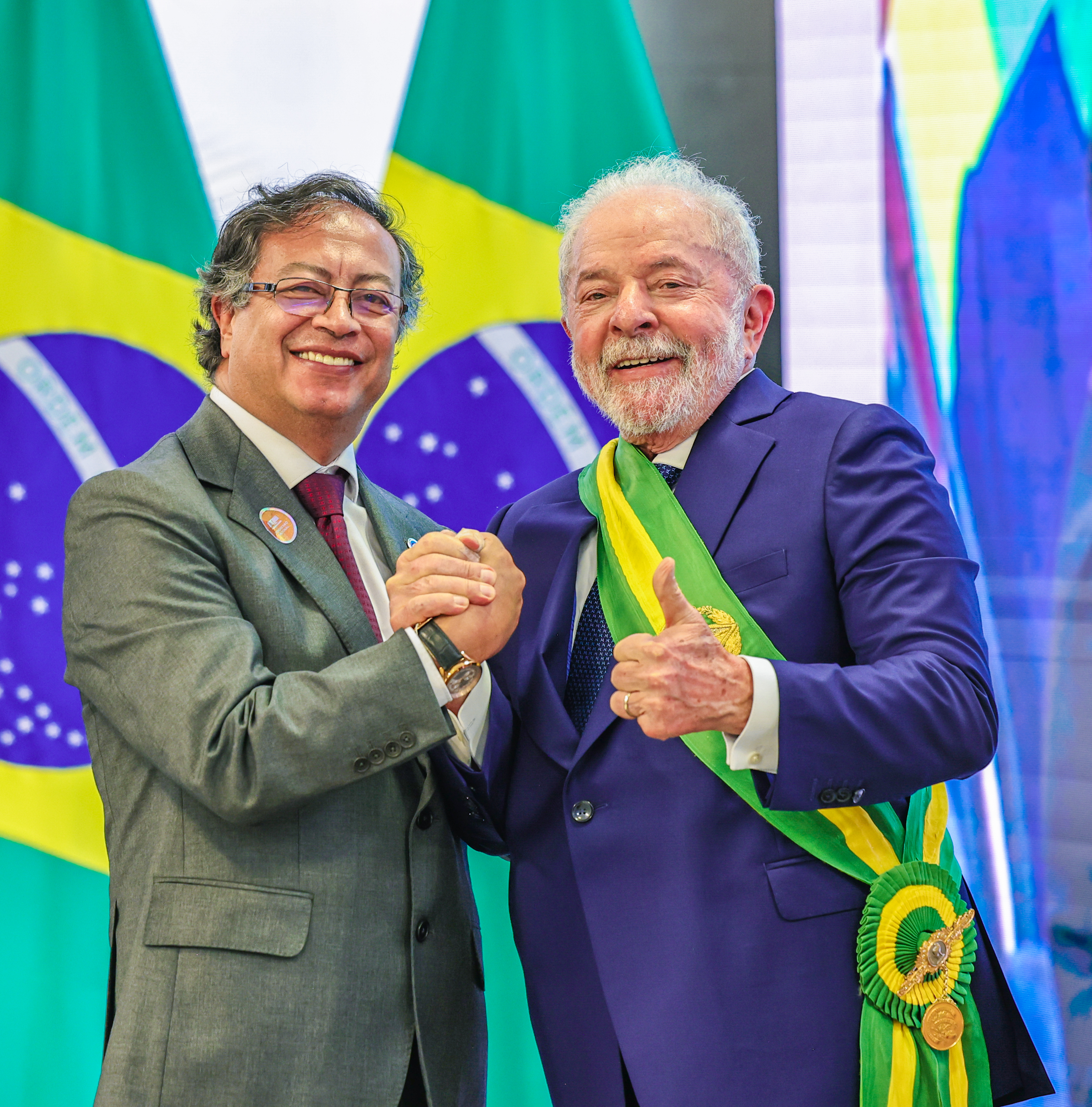
Petro com o Presidente brasileiro Luiz Inácio Lula da Silva em janeiro de 2023

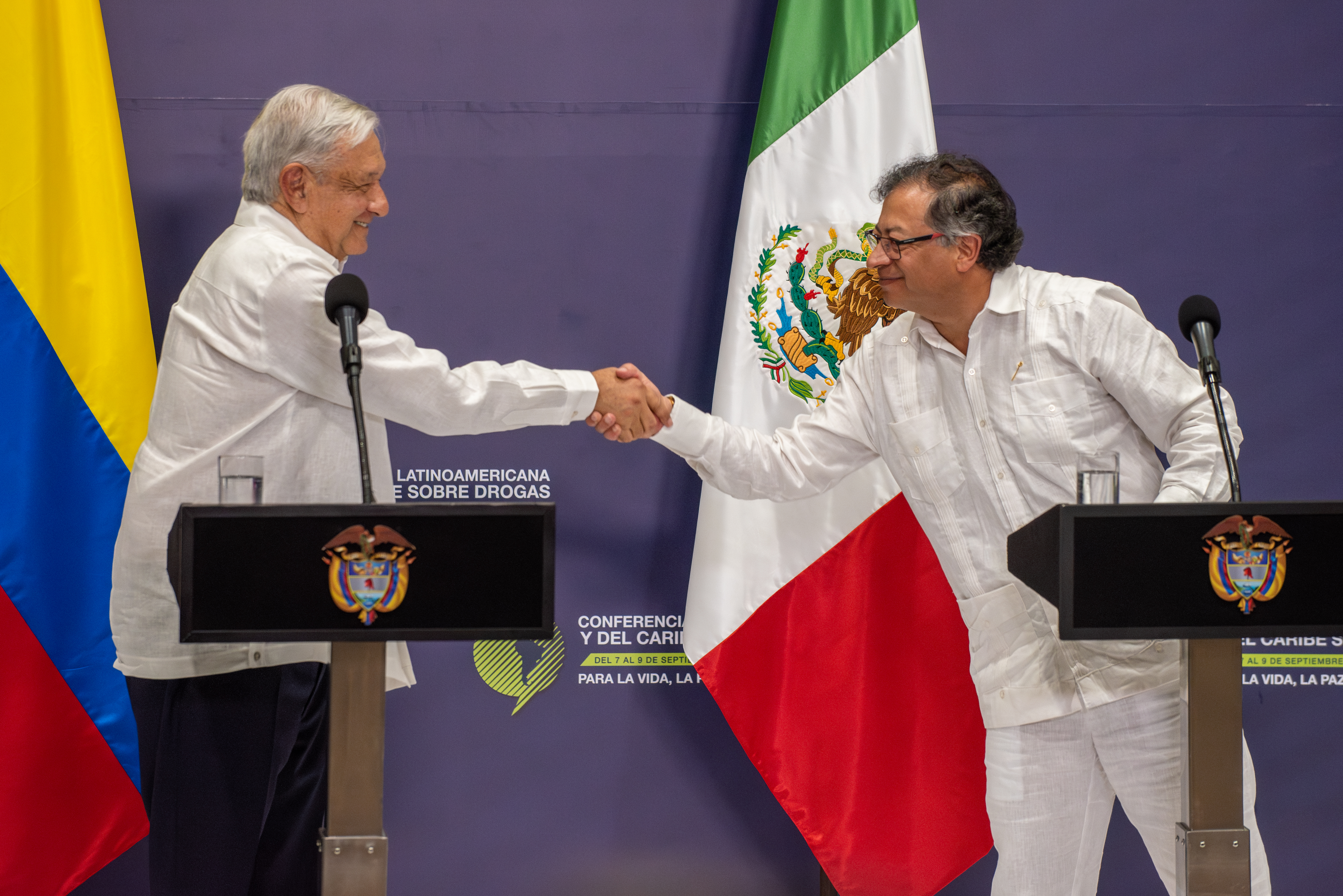
Petro com o Presidente mexicano Andrés Manuel López Obrador em setembro de 2023

Petro encontrou-se com Chávez em 1994, na Carrera Séptima em Bogotá, após convidá-lo para vir à Colômbia e conhecer melhor a nova Constituição Política de 1991. No Ponte de Boyacá, ambos “juraram um compromisso de integração bolivariana pela Pátria Grande na América Latina”. Após a morte de Chávez, em 2013, Petro afirmou que ele fora “um grande líder latino-americano”, dizendo: “Você viveu na época de Chávez e talvez o tenha achado um palhaço. Você foi enganado. Você viveu na época de um grande líder latino-americano”. Ele ainda declarou: “Mesmo que muitos não gostem dele, Hugo Chávez será um homem lembrado na história da América Latina, seus críticos serão esquecidos”, “um amigo e uma esperança se foram”.
Em 2016, Petro ironizou acerca da Crise na Venezuela, em um ano em que as Escassez na Venezuela e a desnutrição eram predominantes, ao postar uma foto de um supermercado com as prateleiras repletas no Twitter e afirmar: “Fui a um supermercado em Caracas e veja o que encontrei. Será que a RCN Televisión me enganou?”. Em entrevista à Al Punto em 2018, o jornalista mexicano Jorge Ramos perguntou a Petro se considerava Chávez um líder político, ao que este respondeu que acreditava que “ele foi eleito popularmente”, mas que o autoritarismo na Venezuela sob Maduro estava eliminando todas as liberdades.
Em 2019, Petro criticou a ideia de uma intervenção militar americana contra o regime de Maduro, afirmando que “somente os venezuelanos devem solucionar os problemas da Venezuela”, que “não é um Golpe de Estado apoiado por estrangeiros que trará a democracia para a Venezuela” e que “o que está ocorrendo na Venezuela é uma luta frontal pelo controle do petróleo”. Em 2020, Petro afirmou que, se a Colômbia restabelecesse as relações diplomáticas cortadas por Maduro e vendesse alimentos para a Venezuela, a Crise dos refugiados venezuelanos cessaria.
Em resposta ao ataque de Maduro contra ele, ao presidente do Chile Gabriel Boric e ao presidente do Peru Pedro Castillo, descrevendo-os como uma “esquerda covarde” que atacava a Revolución Bolivariana em fevereiro de 2022, Petro respondeu nas redes sociais: “Sugiro a Maduro que pare com seus insultos. Covardes são aqueles que não abraçam a democracia”, acrescentando: “Tirem a Venezuela do petróleo, levem-na à democracia mais profunda; se precisar ceder, que o faça”.
Após os resultados do segundo turno das eleições presidenciais de 2022 na Colômbia, Maduro parabenizou Petro por sua vitória, afirmando: “Parabenizo Gustavo Petro e Francia Márquez, pela vitória histórica nas eleições presidenciais na Colômbia. A vontade do povo colombiano foi ouvida, que saiu às ruas para defender o caminho da democracia e da paz. Novos tempos se anunciam para este país irmão”.
Em entrevista à revista colombiana Semana (Colômbia), em agosto de 2022, Petro afirmou que reconheceria Nicolás Maduro apenas como presidente da Venezuela e que o presidente interino, parcialmente reconhecido, da Venezuela, Juan Guaidó, era um presidente “inexistente”, sem controle sobre o país. Guaidó repudiou a falta de reconhecimento de seu governo interino e afirmou, em coletiva de imprensa: “Eu esperava que sua primeira decisão não fosse se aproximar de quem hoje abriga o terrorismo mundial na Venezuela”.
Em 28 de setembro de 2022, o embaixador da Colômbia na Organização dos Estados Americanos, Luis Ernesto Vargas, declarou que condenaria as violações dos direitos humanos na Nicarágua quando necessário, mas que priorizaria a integração dos países da região.
Em outubro de 2022, Petro afirmou que o número de migrantes retornando à Venezuela naquele período superava o dos que deixavam o país, argumentando que havia mais migrantes colombianos ingressando na Venezuela do que venezuelanos entrando na Colômbia.
Petro condenou as ações de Israel na Faixa de Gaza durante a Guerra Israel-Hamas de 2023 e acusou Israel de cometer genocídio contra os palestinos. Petro expressou indignação após os Ataques aéreos de Al-Mawasi em 13 de julho de 2024.

### Questões sociais
Promovendo visões e políticas progressistas em relação às questões LGBT, ele inaugurou o Centro de Cidadania LGBTI quando foi Prefeito de Bogotá. A inauguração da Subdiretoria para Assuntos LGBT teve o propósito de restaurar direitos e erradicar a discriminação. Diversas pessoas LGBT ocuparam cargos administrativos.
Ele apoiou o avanço na eliminação de obstáculos e estigmas para o reconhecimento da união de casais do mesmo sexo e seus direitos à adoção e à seguridade social. Ademais, afirmou que apoiará e acompanhará – com suporte médico e psicossocial – a transição de gênero por meio de protocolos explícitos e com a participação da população trans, além de promover um programa nacional de cidades seguras, livres de violência e discriminação contra mulheres e pessoas com diversas orientações sexuais, bem como com variadas identidades de gênero.
No passado, ele recebeu críticas de Francia Márquez, que mais tarde foi a candidata a vice-presidente pelo Pacto Histórico. Ela denunciou que Petro traiu o acordo de incluir lideranças femininas e afrodescendentes em suas listas para o Congresso. Em resposta, e após uma grande comoção, Petro solicitou que os homens registrados no Senado deslocassem um dos onze assentos, de modo a viabilizar o espaço e cumprir o que ela havia proposto. Comunidades afro-colombianas foram destacadas pelo triunfo de Gustavo Petro nas eleições presidenciais de 2022, onde ele varreu as regiões do Pacífico e do Caribe, ambos com as maiores demografias afro-colombianas.
Petro é apoiador do Movimento feminista, e seu programa de governo inclui propostas como a criação do Ministério da Igualdade e um capítulo dedicado às mulheres. Entretanto, algumas de suas propostas dentro do movimento têm gerado controvérsia.
A posição de Petro sobre o aborto tem se mostrado ambígua. Durante 2020 e 2021, ele apoiou a ideia de “aborto zero”, mas, em entrevista, afirmou que “toda sociedade deve prevenir, com educação sexual e medidas tecnológicas, para que o aborto não ocorra – eu chamo isso de aborto zero. O aborto não é algo positivo nem deve ser incentivado, mas isso não implica criminalizar as mulheres; se você criminalizar as mulheres, não estará alcançando uma sociedade de aborto zero”. Vários apoiadores do movimento manifestaram desacordo com as declarações de Petro, enquanto alguns analistas, professores e políticos argumentaram que uma sociedade de aborto zero é “ficção científica” Além disso, as declarações de Petro foram interpretadas como uma estratégia para conquistar votos dos integrantes do Antiaborto. Em outubro de 2021, Márquez afirmou que Petro deveria “aprender mais sobre o feminismo”. Para amenizar as críticas das feministas na época, Petro publicou a foto do presente de Natal que sua filha Sofía lhe ofereceu: um livro intitulado “Feminismo para iniciantes”.
Em 22 de fevereiro de 2022, um dia após a descriminalização do aborto pelo Tribunal Constitucional colombiano, Petro declarou no Twitter: “Parabenizo as mulheres que travaram a luta contra a criminalização do aborto que as criminalizava e as matava. A vitória delas é delas. O empoderamento da mulher que surge daqui, a educação sexual e as liberdades são o melhor caminho para proteger a vida”, e, apesar de que duas semanas após a decisão do tribunal ele voltou a mencionar o tema “aborto zero”, tal questão não foi retomada nem consta em seu programa de governo.
Em junho de 2022, Petro participou do Debate Feminista, um espaço convocado por mais de 30 organizações sociais de mulheres, feministas e da população LGBTIQ+, com o objetivo de apresentar propostas aos candidatos à presidência. Durante o evento, Petro usou um Lenço verde. Ele prometeu cumprir o entendimento constitucional que descriminalizou a interrupção da gravidez até a 24ª semana. Além disso, afirmou: “Quando uma mulher toma essa decisão livre, não há crime (...) o aborto é uma decisão livre da mulher e, portanto, não deve haver sanção social”.
No que tange à questão do conflito agrário, que tem afetado povos indígenas no país, ele convocou, em seu governo, o movimento indígena, o setor agroindustrial da cana-de-açúcar (Asocaña) e os movimentos sociais do norte do Cauca para iniciar “o primeiro diálogo regional da Colômbia pela Paz” com o objetivo de buscar “uma solução para o conflito de terras”.
Em agosto de 2022, Petro propôs a descriminalização da produção de cocaína e maconha, afirmando: “É hora de uma nova convenção internacional que aceite que a guerra às drogas falhou”.
Em janeiro de 2023, Petro indicou que desejava que a Colômbia avançasse para um sistema de saúde preventiva, no qual as doenças fossem evitadas na medida do possível. Nesse sistema, o Estado empregaria médicos para atender pessoas em áreas remotas e cuidar dos agricultores de baixa renda. Petro também afirmou que concederia um bônus mensal de aproximadamente US$ 110 a quase três milhões de beneficiários da pensões sociais e estatais.

### Política econômica
Em um discurso realizado em 1º de maio, Gustavo Petro propôs que os bancos privados fossem obrigados a investir em projetos designados pelo governo, como na agricultura e na indústria do turismo.

## Reconhecimentos
Em 2018 foi premiado como professor honorário da Universidade Nacional de Lanús, na Argentina, por sua defesa dos Direitos Humanos e da paz.